# アルキルアルミニウム

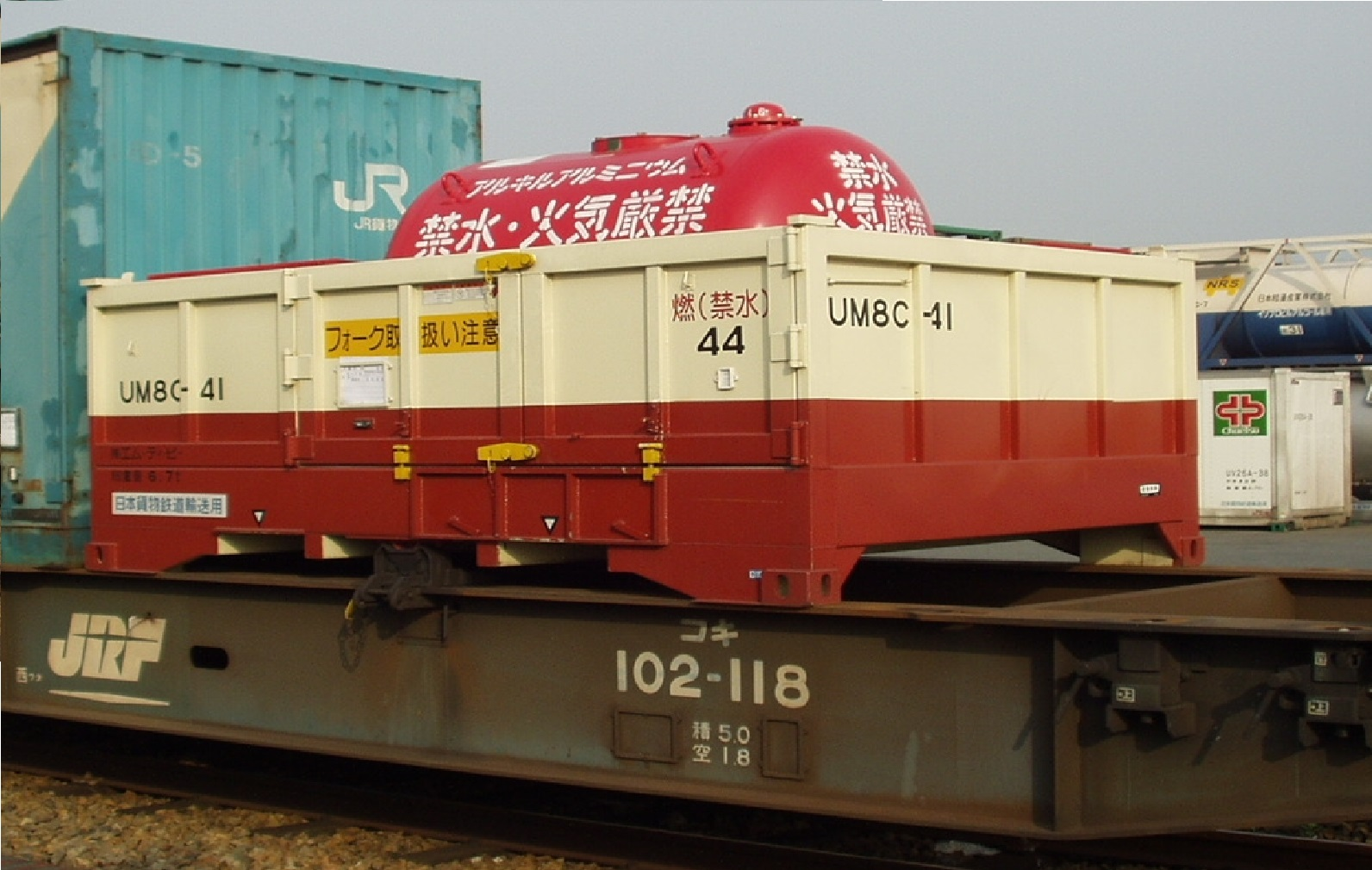
アルキルアルミニウムの鉄道輸送用にJR貨物より承認登録されて、エム・ティ・ビー（現・三井化学物流）が所有している鉄道私有コンテナ　UM8C-41。（大阪貨物ターミナル駅にて、2003年5月17日撮影）

アルキルアルミニウム (alkylaluminium) とはアルミニウムにアルキル基が結合した有機アルミニウム化合物の総称である。チーグラー・ナッタ触媒など、高分子合成の助触媒として重要な化合物群である。

## 主なアルキルアルミニウム
- トリエチルアルミニウム (Triethylaluminum：略称TEAL) {\displaystyle {\ce {Al(C2H5)3}}}
- トリイソブチルアルミニウム (Triisobutylaluminum：略称TIBA) {\displaystyle {\ce {Al(C4H9-{\mathit {i}})3}}}
- ジエチルアルミニウムクロリド (Diethylaluminum chloride：略称DEAC) {\displaystyle {\ce {(H5C2)2AlCl}}}
- エチルアルミニウム セスキクロリド (Ethylaluminum sesquichloride：略称EASC) {\displaystyle {\ce {(H5C2)3Al2Cl3}}}
- エチルアルミニウムジクロリド (Ethylaluminum dichloride：略称EADC) {\displaystyle {\ce {(H5C2)AlCl2}}}
- トリ-n-オクチルアルミニウム (Tri-n-octylaluminum：略称TNOA) {\displaystyle {\ce {Al(C8H17-{\mathit {n}})3}}}

## 性質
常温ではエチルアルミニウムジクロリドは無色の固体、その他は無色透明の液体である。空気中の酸素に触れると自然発火し、水に触れると激しく反応し可燃性の強いガスを出す。燃焼熱はガソリンと同程度とされる。
重合触媒として優秀な性質を持っており、ポリプロピレンやポリエチレンといったプラスチックやポリブタジエンゴムといった合成ゴムの製造に用いられる。また、コンピュータのヒートシンクに用いられる窒化アルミニウムの原料にもなっている。

## 危険物として
日本の消防法における危険物としては第3類(自然発火性物質及び禁水性物質)に分類される。前述の通り空気･水共に激しく反応し、ガスは引火性があると同時に有毒で吸引すると肺を冒す。一旦引火すると消火は非常に困難なため、特に規制の厳しい危険物の一つである。
容器は専用の密封容器で、窒素などの不活性ガスを充填させる必要がある。また輸送は事前に消防署に輸送量・輸送ルートを届け出る必要があるなど厳重に行われる（法律では第3類の混載規定に沿うが、実務上では専用車両による単体輸送が主）。
日本では現在水消火は厳禁だが、アメリカ合衆国で霧状の水を噴射させて爆発的な反応を抑えて緩やかかつ速やかに反応し尽させて消火させる手法が取り入れられている。
日本アルキルアルミ（三井化学とアルベマール・コーポレーションの合弁会社）とヤマトプロテックが合同でアルキルアルミ類用消火剤『アルキルフォーム』を開発している。同商品では、空気の遮断・科学的分解・蒸発潜熱による冷却の3つの機能により、燃焼・爆発的反応・ガスの発生の抑制が期待される。